# Tafi (heroi grec)
Tafi (en grec antic Τάφιος), va ser, segons la mitologia grega, un heroi, fill de Posidó i d'Hipòtoe. Pertany a l'estirp de Perseu.
El seu fill és Pterelau, que va rebre de Posidó la immortalitat. Sembla que va donar nom a l'illa de Tafos, a prop d'Acarnània.